# Adolf Bingel (Mediziner, 1879)

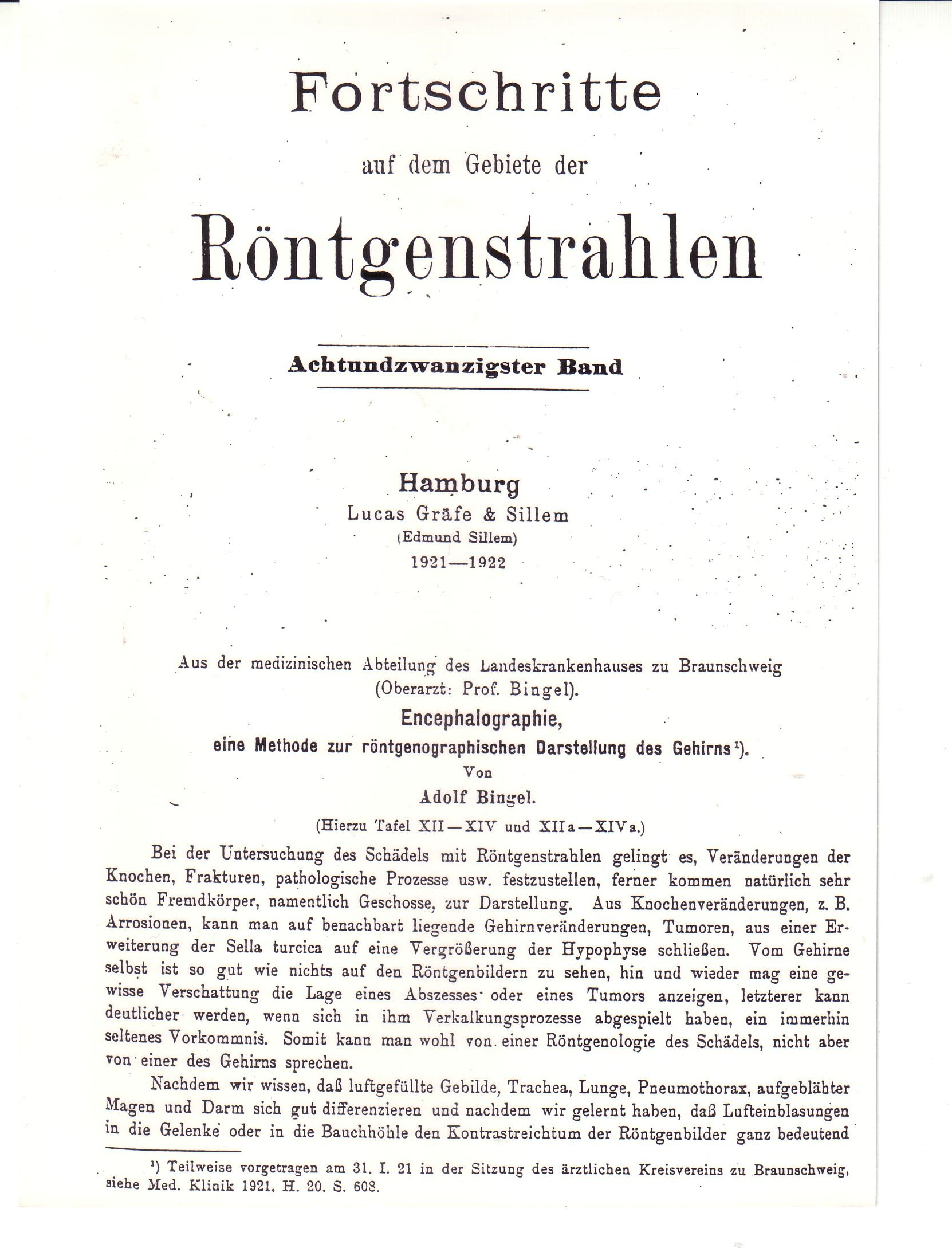
Bingels historischer Beitrag zur Neuroradiologie

Adolf Bingel (* 19. Februar 1879 in Koblenz; † 16. Mai 1953 in Braunschweig) war ein deutscher Internist. Bekannt wurde er in der Diphtherieforschung und in der Neuroradiologie. Er war der Wiederentdecker der von Walter E. Dandy erstmals bekanntgemachten lumbalen Pneumenzephalographie, die er perfektionierte und als klinische Standardmethode einführte, die bis zur Einführung der Computertomografie in den 1970er Jahren das wichtigste bildgebende Verfahren des Gehirns war.

## Leben
Bingels Eltern waren ein Kohlen- und Weinhändler und eine Tochter von Karl Baedeker. Im Wintersemester 1897/98 immatrikulierte er sich als stud. med. an der Eberhard-Karls-Universität Tübingen und wurde Mitglied des Corps Suevia Tübingen. Nach dem Staatsexamen 1902 war er Schiffsarzt auf mehreren Reisen nach Nordamerika und Ostasien. Im April 1903 wurde er Assistenzarzt bei Felix Marchand in Leipzig. Von 1904 bis 1906 war er bei Ernst von Romberg in Marburg und Tübingen. Mit 27 Jahren hatte er bereits ein Blutdruckmessgerät entwickelt. Eine seiner ersten Publikationen befasste sich mit einem eher corpsstudentischen Thema. 1910 wurde Bingel Chefarzt der Inneren Abteilung vom Herzoglichen Krankenhaus Braunschweig. Er amtierte über 38 Jahre bis zur Pensionierung und überstand zwei Weltkriege, die Weimarer Republik und den Nationalsozialismus. Von jedem Patienten seiner Klinik verlangte er eine Röntgenaufnahme des Thorax mit einem Passbild  und eine Schriftprobe für die Krankenakte, was er für aussagekräftiger hielt als weitschweifige Beschreibungen. Noch Professor geworden, befasste er sich vorwiegend mit monozytärer Leukämie, Diphtherie, Salvarsan, Enzephalitis, Hypophysentumoren, perniziöser Anämie sowie Schwangerschaftsdiabetes und standardisierte die Leberbiopsie. In Braunschweig ist eine Straße nach ihm benannt.